# Jekatěrina Volkovová
Jekatěrina Gennaďjevna Volkovová (rusky: Екатерина Геннадьевна Волкова; * 16. února 1978, Kursk) je ruská atletka, běžkyně na střední tratě.
Její specializací je zejména běh na 3000 metrů překážek, tzv. steeplechase. V roce 2005 získala stříbrnou medaili na mistrovství světa v Helsinkách, když prohrála jen s ugandskou běžkyní Dorcus Inzikurovou. O dva roky později již triumfovala na světovém šampionátu v Ósace, kde vyhrála v osobním rekordu 9:06,57. Tento čas je dodnes čtvrtým nejlepším v celé historii. Rychlejší časy zaběhly jen její krajanky Gulnara Galkinová a Julija Zaripovová.
Reprezentovala na letních olympijských hrách v Pekingu, kde doběhla na třetím místě v čase 9:07,64. Na stříbrnou Keňanku Eunice Jepkorirovou ztratila 23 setin. Neúspěchem pro ni skončila účast na mistrovství světa 2009 v Berlíně, kde nepostoupila z rozběhu.

## Dopingový skandál
V květnu 2016 vyšlo najevo, že Volkovová byla jednou ze čtrnácti ruských atletek (a devíti medailistů), kteří byli zapleteni do ruské dopingové aféry z olympijských her z roku 2008. Volkovová byla jmenována ruskou tiskovou agenturou TASS jako jedna z atletek, které neprošly testem na doping. Pokud by toto podezření bylo potvrzeno, podle pravidel IOC a IAAF ztrácí veškeré vítězství či medaile od data původního testu až do května 2016. V říjnu 2016 IOC sebrala Volkovové její bronzovou medaili z olympijských her 2008, jelikož znovuprovedený test jejích vzorků dal negativní výsledky.